# 法兰西的玛格丽特 (英格兰王后)
法蘭西的瑪格麗特（英語：Margaret of France）是英格兰国王爱德华一世的第二任王后。她是法兰西国王腓力三世和王后布拉班特的玛丽的女儿。

## 生平
她的父亲在她三岁时去世，她由母亲和同父异母的兄长腓力四世的妻子纳瓦拉女王胡安娜一世抚养长大。
1299年9月10日，20岁的玛格丽特嫁给时年60岁的爱德华一世。由于财政原因，她是诺曼征服英格兰之后第一个没有被加冕的王后。
这对不匹配的夫妻婚后非常幸福。当玛格丽特的姐姐布兰奇于1305年去世时，爱德华一世命令所有的宫廷进行哀悼以取悦他的王后。玛格丽特因其美丽，美德和虔诚而受到尊重，爱德华一世意识到他的妻子是“一颗宝贵的珍珠”。同年，玛格丽特生下了一个女孩，埃莉诺，以纪念爱德华一世的第一任妻子而命名，这个选择令许多人感到惊讶，并展示了玛格丽特不妒忌的本性。
1307年爱德华一世死后，26岁的她终身没有再婚。

## 子女
1. 布勞瑟頓的托馬斯（Thomas of Brotherton，1300年—1338年），第一次婚姻娶艾丽丝（Alice Hayles），第二次婚姻娶玛丽（Mary Brewes）。
2. 伍德斯托克的愛德蒙（Edmund of Woodstock），娶威克女男爵玛格丽特·威克（Margaret Wake, Baroness Wake of Liddell）。
3. 埃莉诺（Eleanor，1306年—1311年），早夭。